# 曉寺
《曉寺》（暁の寺），是三島由紀夫巨著《豐饒之海》四部曲的第三部。書名取自泰國曼谷黎明寺的日語譯名。

## 劇情介紹
《曉寺》從時間上可分成上下兩部，上半部是從1941年到1945年，下半部是1952年以後。
1941年，47歲的本多繁邦在泰國遇到了飯沼勳的轉世，也就是泰國的月光公主金讓（ジン・ジャン），在返國後本多開始研究輪迴轉世以及唯識論，這時太平洋戰爭接近後期，東京在美國空軍的轟炸下，化為廢墟。
1952年，本多已經是58歲的老男人，這時他遇到長大成人之後到日本求學的金讓，本多挽留月光公主在自己別墅小住。他愛上了金讓，從牆上的窺孔裡偷看月光公主的裸體，發現了她的左側腹上有三顆黑痣，相信她是清顯、勳的轉生。而金讓本人卻是一個同性戀者，和本多的好友慶子有肉體的關係，本多從窺孔裡看到兩人在床上翻雲覆雨。公主金讓回國後於二十歲那年遭響尾蛇咬腿而死，本多想像她是孔雀明王，因為孔雀明王乃是去掉蛇毒後的佛之化身。